# 저수지

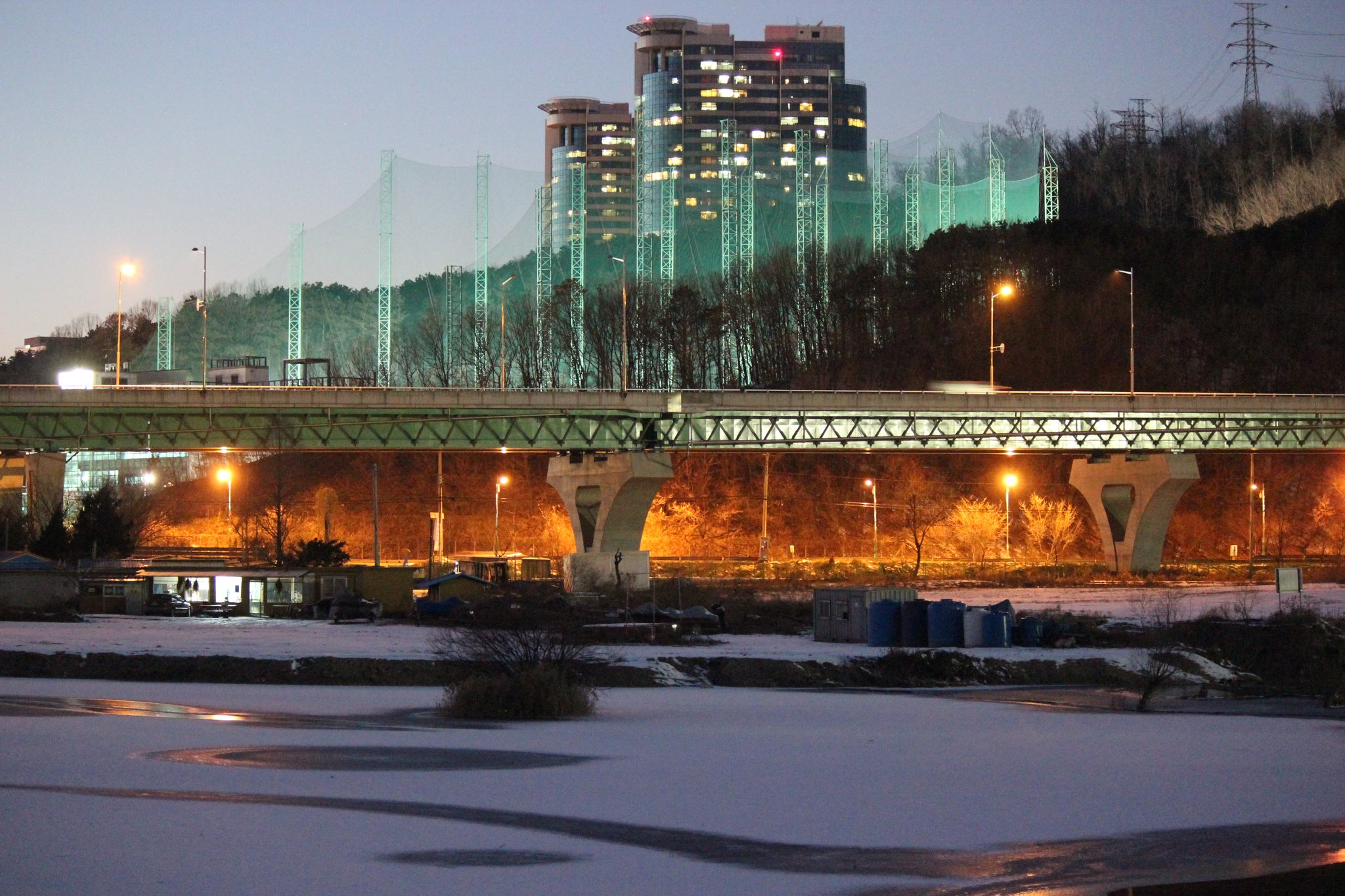
겨울밤 기흥저수지 경기도 용인시.

저수지(貯水池, reservoir)는 농업용수 및 공업용수를 확보할 목적으로 하천, 하천구역 또는 연안구역 등에 물을 가두어 두거나 관리하기 위한 시설로 홍수위 이하의 수면 및 토지를 포함한다. 수당(水塘)이라고도 한다. 대한민국에서는 '농어촌정비법'에 의거 농업생산기반시설로 지정하여 한국농어촌공사 또는 지방자치단체를 시설관리자로 지정하여 관리되고 있다.

## 유형

### 댐 저수지
댐 저수지는 계곡을 가로질러 건설된 댐에 의해 만들어진 인공 호수이다. 상류에 위치한 저수지는 주로 개울, 강, 빗물 등을 통해 물을 공급받으며, 하류에 위치한 저수지는 인근 하천이나 호수에서 파이프라인이나 수로를 통해 물을 공급받는다.
댐은 일반적으로 하류의 좁은 부분에 위치한다.

## 댐과 저수지 차이점

### 높이에 따른 구분
'댐 건설 및 주변지역 지원 등에 관한 법률'과 '하천법'을 보면, 댐은 생활·공업·농업·환경개선 용수와 발전, 홍수 조절 등으로 이용하는 높이 15m 이상, 총저수량 2000만m3 이상이다. 단 하천법은 높이가 15m 이상인 농업용 댐 중 유역면적이 25km2 미만이거나 총저수용량이 500만m3 미만은 댐에서 제외한다고 규정하고 있다.

### 관리주체
댐은 한국수자원공사가, 저수지는 한국농어촌공사가 각각 맡는다.

## 저수지 수위

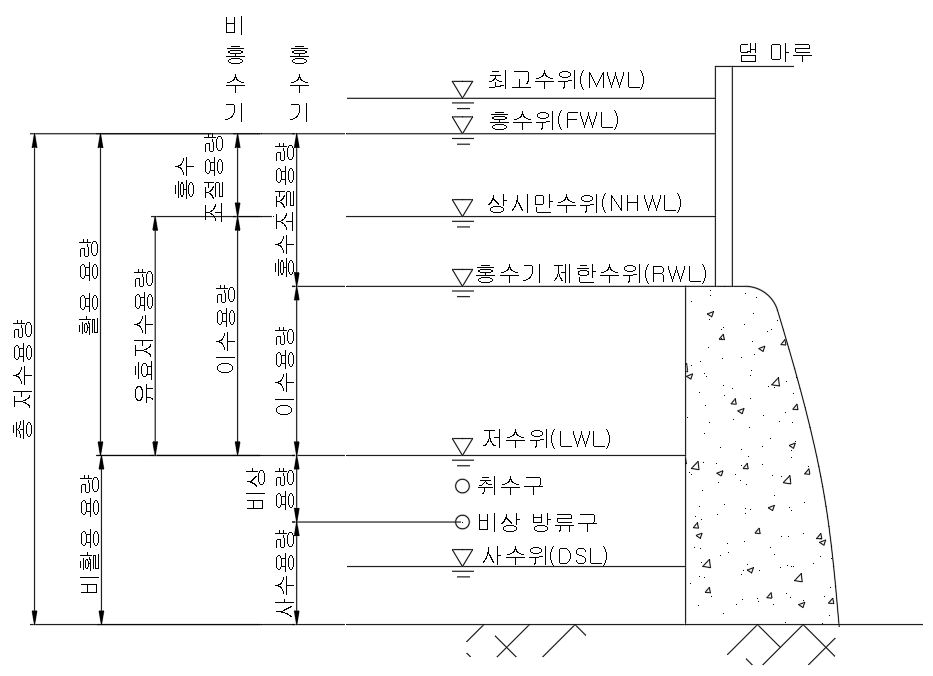
KDS 54 10 15 :2018 댐 설계 계획 2.2.2 저수지 용량배분과 운영 (1) 저수지 수위의 정의

댐 수위는 "EL 몇 m"와 같이 해발 표고로 표시한다.
- 사수위(Dead Storage Level, DSL) : 유사 퇴적으로 저수기능이 상실되는 상한 표고. 댐 수명을 100년으로 보고 100년 퇴사량을 기준으로 정함.
- 저수위(Low Water Level, LWL) : 정상적인 저수지 운영에서 가장 낮은 수위. 대규모 댐에서 이상가뭄 시 비상용수 공급 위해 저수위와 사수위 사이에 비상방류구 설치.
- 홍수기 제한수위(Restricted Water Level, RWL) : 홍수조절용량을 더 확보하기 위해 홍수기에 제한하는 수위. 댐 설계 당시 기상자료를 검토하여 정함.[1] 일반적으로 상시 만수위보다 낮음. 홍수기와 비홍수기에 따라 홍수조절용량과 이수용량이 달라지는데, 시기에 따라 홍수조절, 이수 두 목적 모두로 사용가능한 용량을 "공용용량"이라고 한다. 홍수기 제한수위는 공용용량의 하한수위가 된다. 홍수기에는 치수 목적으로 공용용량을 미리 방류한다.
- 상시만수위(Normal High Water Level, NHWL) : 비홍수기 저수 상한수위. 이수용량 최대 범위.
- 홍수위(Flood Water Level, FWL) : 홍수 조절 위해 유입홍수를 저장할 수 있는 제일 높은 수위. 계획홍수위와 같음. 200년 빈도 홍수를 기준으로 산정.
- 최고수위(Maximum Water Level, MWL) : 가능최대홍수(Probable Maximum Flood, PMF)가 저수지로 유입될 경우에 저수지 목적별 최대 수위. 댐 마루 표고는 최고수위에 여유고를 두어 결정.

## 저수지 용량의 결정
저수지 용량을 결정하는 방법은 가정법, 유량 누가곡선법, 강우자료 이용법이 있다. 저수지 설치 전 조사 단계에 따라 쓰는 방법이 다르다. 강우량이 많은 지방에서는 120일, 적은 지방에서는 200일을 계획용량으로 한다. 유효저수량의 결정에는 기준갈수면을 선정해야 하는데, 10년 빈도 갈수년을 기준으로 한다. 저수지의 설계기준이 되는 수량은 사용수량의 일변화이다.(계획 1일 평균급수량 기준으로 설계)

### 가정법
연평균 강수량(mm)을 R이라고 할 때 저수지 용량(계획 1일 평균 취수량의 배수)은 {\displaystyle C={\frac {5000}{\sqrt {0.8R}}}}로 한다.

### 유량 누가곡선법

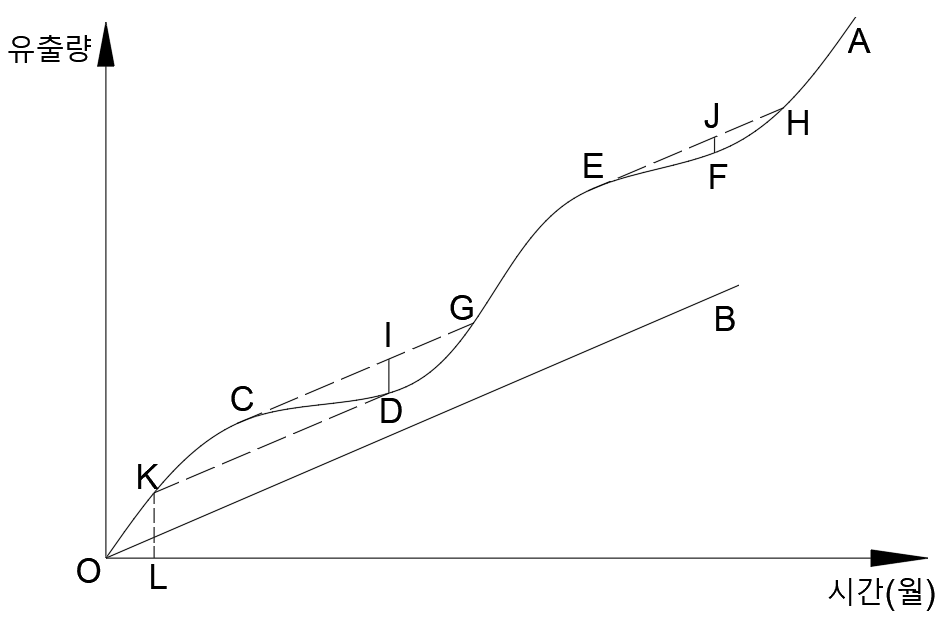
OA는 하천 유출량 누가곡선, OB는 계획 취수량 누가직선이다

유량 누가곡선법을 이용한 저수지 용량 결정은 Ripple's Method를 사용하는데, 이는 하천의 유출량 누가곡선을 그려서 이론적으로 저수지 용량을 정하는 방법이다. 예비조사 단계에서 사용 가능하다. 저수지 용량을 결정하는 과정은 다음과 같다.
1. 우선 기록된 자료를 토대로 하천 유출량 누가곡선(저수지로의 유입 누가수량) OA를 그린다.
2. 계획 취수량 누가직선(저수지로부터의 유출 수량) OB를 그린다.
3. 하천 유량 누가곡선에서 증가세가 감소하는 부분(CD, EF)가 있는데, 이 부분은 저수지로 유입되는 수량보다 유출되는 수량이 더 많아 수위가 감소하는 구간이다. 실제로는 이 구간들이 여러 개로 나타날 수 있다. 이 구간의 시작점인 C와 E점에서 계획 취수량 누가직선 OB에 평행한 직선 CG, EH를 긋는다.
4. 직선 CG와 EH와, 하천 유출량 누가곡선 OA와의 차이가 최대가 되는 지점 DI와 FJ를 선정한다. 이때의 차이값을 부족수량(유효 저수량)이라고 한다.
5. DI와 FJ 중 더 큰값이 소요 저수지 용량이 된다.
6. 그래프에서 DI가 소요 저수지 용량으로 채택되었다고 할 때, D점에서 계획 취수량 누가직선 OB에 평행한 직선을 그어 하천 유출량 누가 곡선과 만나는 점 K를 찾을 수 있고, K점에서 시간축에 수선을 내리면 저수를 시작하는 날 L을 구할 수 있다.[6]

## 저수지의 수질
저수지는 수심이 얕을수록 조류 번식이 많이 일어날 확률이 높다. 깊은 저수지에서는 봄 가을에 물이 수직운동을 하여 침전물이 수중으로 떠오를 수 있기 때문에 수질이 나빠질 수 있다. 저수지가 작으면 큰 저수지에 비해 자정작용이 덜 이루어진다. 하천수에 비해 부영양화가 일어나기 쉽다. 부영양화는 정체성 수역의 상층부에서 일어나기 쉽다. 여름과 겨울에 수심에 따라 수온차이가 크기 때문에 층이 생기는 성층현상(정체현상)이 일어난다. 이렇게 되면 상, 하부의 물 이동이 없기 때문에 비교적 깨끗한 물을 취수할 수 있다. 여름철에는 수심의 중간쯤에서 취수하면 상대적으로 양질의 물을 얻을 수 있다.

## 대한민국의 저수지

### 구분
농림수산식품부는 총저수용량이 30만톤 이상을 '1종 시설', 나머지 30만톤 미만은 '2종 시설'로 구분하고 있다.

### 시설 현황
2009년말 현재 대한민국의 저수지는 총 17,569개로 27억 72백만톤을 저수할 수 있으며, 45만ha 농지에 농업용수를 공급하고 있다.

### 한국사 속의  저수지

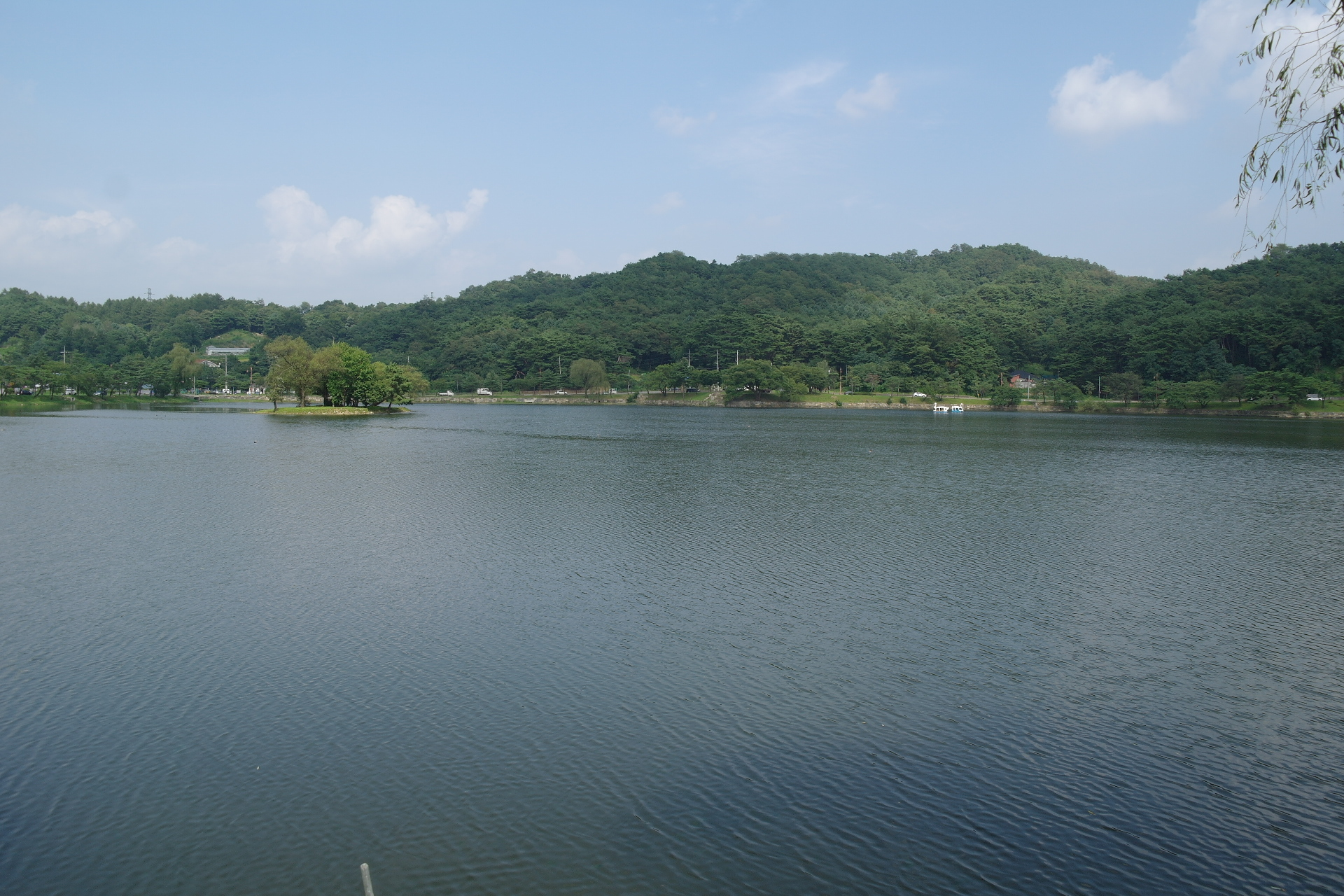
제천 의림지

한국은 삼국 시대 때 이미 농경문화가 자리를 잡았다. 삼국시대 때부터 관개 시설 축조했었다. 김제의 벽골제는 서기 330년 백제 비류왕 치세애 축조되어 기록상 가장 오래된 인공 저수지다. 이 밖에 밀양의 수산제 역시 삼국시대에 축조되어 조선 초기 세조 때까지 존재했었다. 벽골제와 수산제는 현재는 남아있지 않지만, 제천에 위치한 의림지는 현재에도 저수지로 활용되고 있다.

## 같이 보기
- 한국농어촌공사
- 가능최대강수량